# Otakar Vojkůvka
Otakar Vojkůvka (28. července 1911 Drahotuše – 19. ledna 1999 Brno) byl český jogín.
Jako člen Církve Ježíše Krista Svatých posledních dnů byl v letech 1949 a 1950 vězněm v táboře nucených prací. V mormonské církvi byl pokřtěn roku 1939, v letech 1943–1949 a znovu 1986–1988 byl prezidentem (ilegální) odbočky církve, přičemž založil odbočky v Brně (zde za pomoci tolerované obce unitářů), Jičíně, Uherském Hradišti, Pardubicích, Trenčíně i jinde. Při své misijní činnosti rovněž vyučoval jógu (což v přehledu historie je bez kritiky uvedeno i na webu církve), organizoval pobyty, tábory a jiné aktivity. Při těchto setkáních konal přednášky na různá témata například astrologie nebo výživy. Již v meziválečném období je však viditelný mezi řadou dalších českých osobností, jež šířily v Československu myšlenky jógy. Pro tiskové aktivity misie provozoval i vlastní vydavatelství, jež bylo znárodněno roku 1949 zvláštní vyhláškou ministra průmyslu.
Měl vliv na pozdějšího svého pokračovatele a hudebníka Jiřího Mazánka.